# Rio Rutshuru
O Rio Rutshuru (francês: Rivière Rutshuru) é um rio na África Central e ao leste da República Democrática do Congo que inicia no Lago Mutanda na base das Montanhas Virunga em Uganda.
No seu trajeto flui para norte no Lago Rutanzige (antigo Lago Edward) e, na maior parte de sua extensão, atravessa o território de Rutshuru, na província de Kivu do Norte.